# Alejandra Benítez
Alejandra Jhonay Benítez Romero (Caracas, 7 luglio 1980) è una schermitrice e politica venezuelana, specializzata nella sciabola.

## Biografia
Nel 2006 si è laureata in odontoiatria alla Università Centrale del Venezuela.

Ha partecipato ai Giochi Olimpici del 2004, del 2008 e del 2012.

Nell'aprile del 2013 il Presidente venezuelano Nicolás Maduro l'ha nominata Ministro per lo sport del suo Paese.

## Palmarès
In carriera ha conseguito i seguenti risultati:
- Giochi Panamericani:

Santo Domingo 2003: argento nella sciabola individuale.
Guadalajara 2011: argento nella sciabola individuale e bronzo nella sciabola a squadre.
Toronto 2015: argento nella sciabola individuale e bronzo nella sciabola a squadre.
Lima 2019: bronzo nella sciabola individuale.